# Rosoboronexport
Empresa de capital aberto Rosoboronexport (em russo:  AO Рособоронэкспорт, Rosoboroneksport) é a única empresa estatal da Rússia que realiza exportações e importações de produtos, tecnologias e serviços militares e defesa (tecnologia de dupla utilização). A corporação foi fundada por um decreto do presidente da Rússia que modificou e implementou a política de estado sobre cooperação tecnológico-militar entre a Rússia e outros países.
A Rosoboronexport possui garantia oficial e suporte do governo russo para todas as suas operações de exportação. Possui competência exclusiva para suplementar o mercado internacional com armamentos russos que são admitidos para exportação.
A empresa está ranqueada entre as primeiras operadoras no mercado internacional de indústria bélica. A condição de ser a agência intermediária estatal promove cooperação entre oportunidades únicas, expansão e fortalecimento a longo prazo em cooperação com parceiros internacionais. A Rosoboronexport coopera diretamente com a Finmeccanica da Itália, Navantia da Espanha, Thales Group da França, entre outros.

## Fatos relacionados
Rosoboronexport:

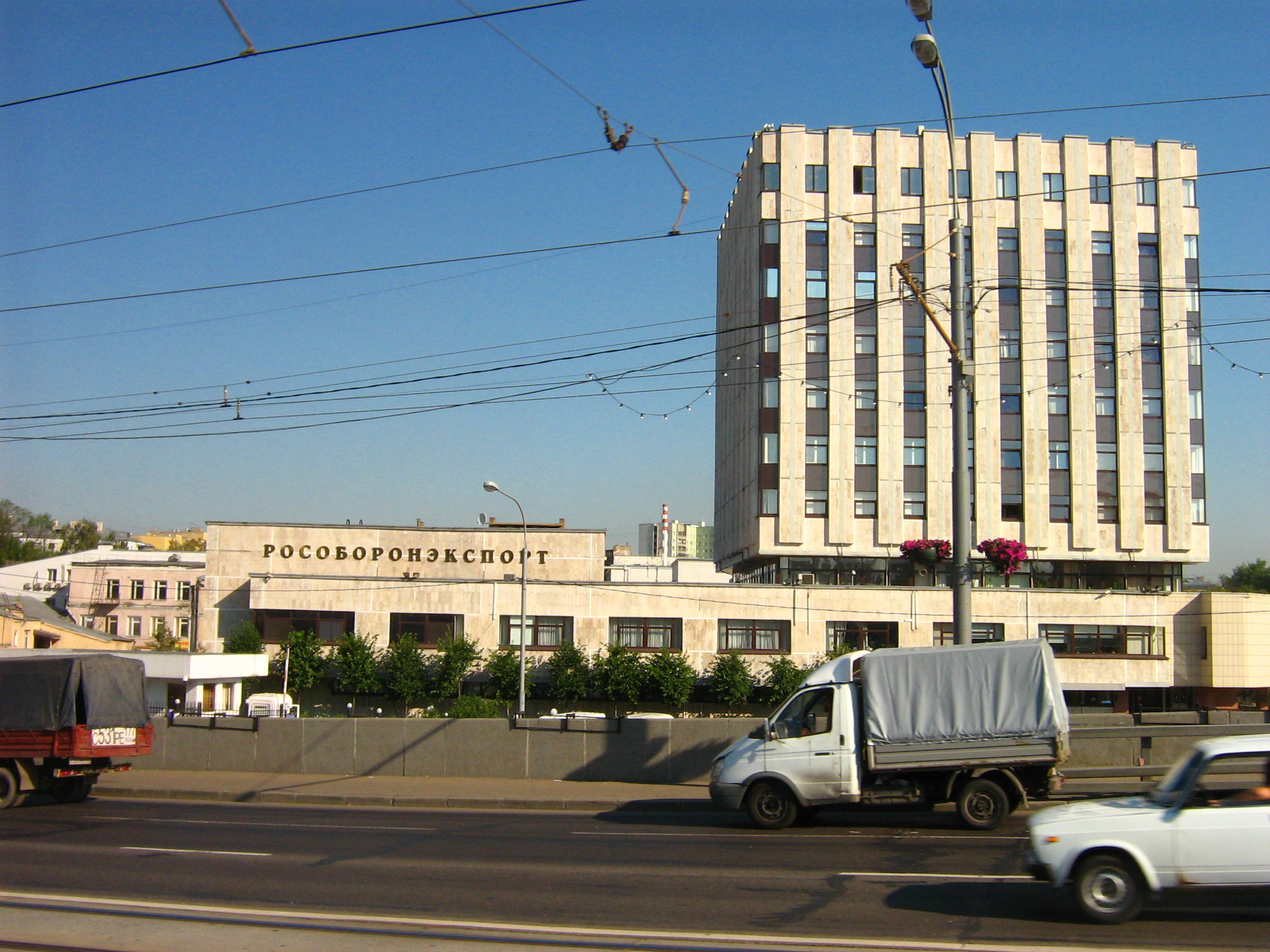
Sede da Rosoboronexport em Moscou

- responde por mais de 90% das vendas de armas anuais da Rússia;
- Representa o potencial intelectual e de produção de Defesa do Complexo Industrial Russo, o qual é constituído por mais de 1500 institutos de pesquisa, agências de design e fábricas;
- Tem cooperado com mais de 60 países durante a sua história de 50 anos;
- Sede central em Moscou, com escritórios de representação em 44 países e em 26 grandes regiões industriais na Rússia;
- A Índia é um grande cliente, outros clientes principais incluem China, Argélia, Síria, Vietnã, Venezuela e, recentemente, o Iraque.[4]

Atividades básicas de trocas
- Exportação / importação de equipamento militar / de dupla utilização e matérias-primas estratégicas;
- Logística e manutenção, fornecimento de peças sobressalentes, ferramentas e acessórios, líquidos especiais, combustíveis e lubrificantes necessários para a operação adequada do material fornecido;
- A assistência técnica na construção de infraestruturas de defesa, incluindo fábricas de armas, aeroportos, depósitos, campos de tiro, centros de formação, etc.;
- Fornecimento de materiais, componentes e peças para a produção de armas licenciadas;
- Modernização de sistemas de armas anteriormente fornecidas;
- Formação de pessoal na Rússia e nas instalações de clientes;
- Promoção de tecnologias inovadoras de uso civil desenvolvidas pelas indústrias de defesa russas.

## História
Em 4 de agosto de 2006, a então Adm. Bush colocou sanções internacionais na Rosoboronexport acusando de fornecer materias ao Irã em violação ao Iran Nonproliferation Act de 2000. O ministro de defesa russo disse que tal ação refletia o fracasso dos EUA na negociação de venda de armas a Venezuela; A Rosoboronexport ficou proibida de realizar negócios com o Governo dos Estados Unidos de 2008 até 2010, quando os EUA já haviam retirado suas sanções em resposta ao suporte Russo na resolução sobre o programa nuclear iraniano.
Em 19 de janeiro de 2007, o presidente Vladimir Putin assinou um decreto tornando a Rosoboronexport responsável por todas as exportações de armas.
Foi relatado em 2007, que a Rosoboronexport poderia se unir, tornando-se uma holding chamada Rostec.
Em 18 de setembro de 2008, foi relatado que a Rosoboronexport teria aceitado um contrato de vendas de S-300 para o Ira em resposta ao Estados Unidos fornecer a Israel GBU-39 SDB.
Em 2012, a Rosoboronexport foi apontada como principal fornecedora de armamentos para a Síria, porém a Rússia mantém os acordos de armas com o governo Sírio baseado em contratos de longa duração entre os dois países. A Rússia apontou que a venda de armas para Síria possuem natureza puramente defensiva, não podendo ser utilizada contra civis, e que são primariamente para instalações de defesa aérea.
 A atualização de helicópteros, além de entregue de S-300 causou atenção internacional de alguns países. Estados Unidos, Alemanha e Israel se opuseram a transferência de tais armas de defesa. 
Em julho de 2013, a Rosoboronexport conseguiu o recorde de 34 bilhões de dólares em encomendas para 66 países.
Em 2017, o primeiro satélite de Angola será lançado. A Rosoboronexport serviu como líder de time no projeto. O contrato começou que começou em 2009 possui valor estimado de 328 bilhões de dólares.

## Administração
O diretor de fundação da antiga Rosvooruzhenie, aprontado em 1993, foi Viktor I. Samoilov. Ele foi sucedido por Aleksandr Kotelkin. Sergey Chemezov foi o diretor geral da Rosoboronexport entre 2004 e 2007, sendo sucedido por Anatoly Isaikin.

## Produtos

### Veículos de combate terrestres
- Tanque T-90
- Tanque T-80U
- Atualização do tanque T-72
- Atualização do tanque T-55
- Atualização do tanque T-62
- Tanque BMPT
- BMP-3
- BMP-1
- BMP-2
- BMD-3
- BTR-80
- BTR-90
- BTR-T
- Atualização do MT-LB
- Atualização do BTR-50P
- KDKhR-1N
- GAZ Tigr
- SA-11 Buk Missile System

### Aeronaves
- Beriev A-50
- Beriev Be-200
- Kamov Ka-31
- Kamov Ka-50
- Kamov Ka-60
- Kamov Ka-226
- Kazan Ansat
- Ilyushin Il-76
- Ilyushin Il-114
- Mil Mi-17
- Mil Mi-24
- Mil Mi-28
- Yakovlev Yak-130

### Caças combatentes
- Su-35

### Armas pequenas
- AGS-17
- AGS-30
- RPO-A Shmel
- RPG-7V1
- RPG-26
- GP-25 e GP-30
- AN-94
- AEK-971
- PP-2000 Sub-machine Gun